# Acte pour incorporer la Cité de Québec
Lire en ligne

Les Statuts provinciaux du Bas-Canada (1831)

L'Acte pour incorporer la Cité de Québec est une loi attribuant la personnalité morale à la ville de Québec.

## Mesures

Sceau de Québec, adopté à la suite de l'incorporation de la Cité.

L'Acte crée la démocratie municipale en instaurant des élections et en créant le conseil de ville et la fonction de maire de Québec. La cité est divisée en 10 quartiers possédant chacun 2 conseillers.
En tant que corporation, elle peut demander des « cotisations auprès de ses membres » (pouvoir de taxation auprès des citoyens) et contracter des emprunts.
L'administration municipale peut prendre la relève du régime des juges de paix,.

## Suite
La loi incluait une échéance fixée au 1er mai 1836. À ce moment, elle est devenue invalide et le gouvernement décide de ne pas la renouveler. Elle est cependant reconfirmée en 1841. Il n'y aura donc aucune autorité municipale entre 1836 et 1840.
Cet acte est l'ancêtre de la Charte de la ville de Québec.